# Коркин, Геннадий Петрович
Геннадий Петрович Коркин (23 августа 1963, Янгиер, Сырдарьинская область — 18 июня 2025, Липецк) — советский и российский футболист, нападающий.

## Карьера
В 1982—1989 годах играл за «Спартак» Орджоникидзе — 228 игр, 35 мячей. В 1990 году провёл одну игру в высшей лиге за «Динамо» Минск. В 1990—1991 выступал во второй лиге в составе липецкого «Металлурга». 1992 год провёл в финском клубе второго по силе дивизиона ПК-37. В 1993—1995 годах вновь выступал за «Металлург», в сезоне 1993/94 провёл 19 игр в кипрском «Олимпиакос». Позже выступал за «Спартак» Анапа (1996) и «Звезду» Иркутск (1997). В 1996 году в матче третьей лиги «Спартак» Анапа — «Спартак-д» Нальчик (13:0) повторил на тот момент рекорд результативности российских первенств в одной игре, забив 8 голов.
С 2001 года работал в липецком «Металлурге»: 2001 — начальник команды, 2002—2006 — спортивный директор, 2007—2009 — начальник команды, с 2011 — начальник команды и старший тренер «Металлурга-2».
Скончался 18 июня 2025 года в больнице, спустя несколько дней после пожара, в котором получил ожог 78 % поверхности тела. Похоронен в родном селе Грязное Липецкого округа, рядом с отцом.